# Hanchir Toumghani
Hanchir Toumghani là một đô thị thuộc tỉnh Oum el Bouaghi, Algérie. Dân số thời điểm năm 2002 là 18.775 người.